# Bryce Lindores
Bryce Lindores (nascido em 12 de setembro de 1986) é um ciclista paralímpico australiano, medalhista de prata e bronze nos Jogos Paralímpicos de Verão de 2012 em Londres. É especialista em provas da modalidade tandem.